# Гаити на летних Олимпийских играх 1900
Гаити впервые участвовало в летних Олимпийских играх 1900 года и было представлено двумя спортсменами в фехтовании и одним игроком в регби, которые выиграли одну медаль. Однако МОК официально не включает в список стран-участниц это государство, поэтому первым выступлением считается 1924 год.

## Результаты соревнований

### Фехтование
Ни один спортсмен не прошёл дальше первого раунда.
| Соревнование         | Спортсмены       | Первый раунд | Четвертьфинал | Дополнительный раунд | Полуфинал | Финал     | Утешительный финал |
| Соревнование         | Спортсмены       | Место        | Место         | Место                | Место     | Место     | Место              |
| -------------------- | ---------------- | ------------ | ------------- | -------------------- | --------- | --------- | ------------------ |
| Рапира               | Андре Корвингтон | 3-6          |               |                      | не прошёл | не прошёл | не прошёл          |
| Рапира среди маэстро | Шарль Тьерселин  | 3-6          |               |                      | не прошёл | не прошёл | не прошёл          |
| Шпага среди маэстро  | Шарль Тьерселин  | Не известно  | не прошёл     | не прошёл            | не прошёл | не прошёл | не прошёл          |

## Регби
Константин Энрикес принял участие как часть смешанной команды, и она получила золотую медаль.